# Изабелла Мальоркская
Изабе́лла Мальо́ркская (исп. Isabel de Mallorca, итал. Isabella di Maiorca; 1337 / 1338, Перпиньян, Королевство Мальорка — после 1400 или 1403 / 1404 / 1406, Париж или Галларг, Королевство Франция) — принцесса из младшей ветви Барселонского дома, дочь короля Мальорки Хайме III, титулярная королева Мальорки. Последняя представительница королевского дома Мальорки.
В первом браке жена маркграфа Джованни II Палеолога; в замужестве — маркграфиня Монферрато. Во втором браке жена барона Конрада фон Райхшах цу Юнгнау; в замужестве — баронесса Эхингена и Шельклингена.

## Семья и ранние годы
Родилась в 1337 году или около 1338 года в Перпиньяне. Она была первой дочерью и вторым ребёнком короля Мальорки Хайме III от его первой супруги Констанции Арагонской, инфанты из старшей ветви Барселонского дома. По отцовской линии приходилась внучкой инфанту из младшей ветви Барселонского дома Фердинанду Мальоркскому и Изабелле де Сабран, баронессе Матагрифон и владелице пятой части княжества Ахейя из прованского баронского дома Сабран. По материнской линии она была внучкой короля Арагона Альфонса IV Кроткого и Терезы д’Энтенса, графини Урхеля из дома Энтенса.
Изабелла имела полнородного брата, титулярного короля Мальорки под именем Хайме IV, а также от второго брака отца единокровную сестру, которая умерла в младенческом возрасте. В 1342 году отец инфанты начал матримониальные переговоры с домом Фуа о браке Изабеллы с наследником графа Фуа, однако довести этот проект до конца ему помешал конфликт с королём Арагона.
Часть детства инфанты прошла в замках Жироны и Монблана рядом с матерью, которая умерла в 1346 году. В этих замках обе находились под присмотром короля Арагона Педро IV, который в 1344 году захватил мальоркское королевство. В 1349 году Изабелла оказалась в свите отца, который прибыл на Мальорку отвоёвывать своё королевство. В том же году Хайме III был убит в битве при Льюкмайоре. Инфанта была схвачена Жилабером де Сентельесом и де Кабрерой и, вместе с братом и мачехой, отправлена в Валенсию, где всех троих поместили в монастыре клариссинок.
Мачеха инфанты была освобождена в 1352 году и вскоре сочеталась браком с князем Таренто. В 1358 году брата инфанты перевели в Новый замок в Барселоне. В том же году, стараниями мачехи, которая подыскала ей кандидата в мужья, Изабелла была освобождена из заточения с условием отказа от прав на королевство Мальорку и другие владения Мальорской ветви Барселонского дома. За инфантой остались баронства Омела и Карладес и права на владения во Франции, перешедшие к ней от отца; одним из таких владений была сеньория Пезена.

## Первый брак
Замужество инфанты было устроено её мачехой, в то время проживавшей в маркграфстве Монферрато, правитель которого овдовел в 1354 году. Когда маркграф решил вступить во второй брак, он заручился поддержкой коллегии кардиналов в Авиньоне, которые согласились с кандидатурой племянницы короля Арагона. 2 мая 1358 года начались официальные матримониальные переговоры. 12 октября того же года был подписан брачный контракт, по которому за невестой давалось приданное в размере семидесяти тысяч флоринов — тридцать тысяч от брата и сорок тысяч от дяди невесты, короля Арагона Педро IV Церемониального, в качестве компенсации за отказ инфанты от наследных прав; последний должен был выплатить приданное по десять тысяч в четыре года, однако выплатил только первую часть.
В том же 1358 году в Монпелье, инфанта Изабелла, которая по свидетельству современников имела огромный рост, сочеталась браком с Джованни II Палеологом (5 февраля 1321 — 19 марта 1372), маркграфом Монферрато. В январе следующего года она уже была рядом с мужем при дворе в Асти. Джованни пообещал не оспаривать отказ жены от прав на владения Мальорской ветви Барселонского дома. Маркграфу было достаточно королевского происхождения супруги. В этом браке Изабелла родила пятерых детей — четырёх сыновей и дочь:
- Секондотто (1361 — 16 декабря 1378), сеньор Асти с 1361 года, с 1372 года маркграф Монферрато под именем Оттона III Палеолога[10], до совершеннолетия регентом при нём был крёстный отец, князь Таранто (второй муж мачехи Изабеллы), 15 июня 1377 года заключил брачный контракт и 2 августа 1377 года в Павии сочетался браком с Виолантой Висконти (1354 — 1386), вдовой герцога Кларенса и дочерью правителя Милана, потомства не оставил;
- Джованни (ум. 25 августа 1381), сеньор Асти с 1372 года, с 1378 года маркграф Монферрато под именем Джованни III Палеолога, погиб во время сражения под Неаполем;
- Теодоро (1364 — 18 августа 1418), сеньор Асти и Мондови с 1378 года, с 1381 года маркграф Монферрато под именем Теодора II Палеолога,  в 1409 — 1413 годах был генерал-капитаном Генуи, первым браком сочетался с Арджентиной Маласпина, дочерью маркграфа Массы Леонардо I Маласпина, в 1393 году сочетался вторым браком с Жанной де Бар (ум. 15 января 1402), дочерью герцога Бара Роберта I, 17 января 1403 года сочетался третьим браком с Маргаритой Савойской (ум. 23 ноября 1464), дочерью князя Ахеи и сеньора Пьемонта Амадея Савойского[итал.], оставил потомство во втором браке;
- Гульельмо (1365 — 1400)[11], умер в детском возрасте;
- Маргарита[итал.] (ум. 1420), сеньора Акви, после 27 января 1376 года сочеталась браком с графом Урхеля Педро II (ум. до 24 мая 1408).

В 1372 году Изабелла овдовела. За десять лет до этого её брат бежал в Авиньон из-под заключения в Барселоне и стал предпринимать военные попытки вернуть себе владения королевского дома Мальорки. Изабелла поддержала брата. В 1374 году она сопровождала его в неудачном походе на Урхель. Хайме IV умер в 1375 году после неудачного похода на Руссильон и Сердань, не оставив потомства. Своей наследницей он назвал единственную сестру, которая была рядом с ним и в этом походе. Через полгода Изабелла уступила наследные права герцогу Анжу Людовику I и герцогине Берри Жанне д’Арманьяк. По другим данным, в 1378 или 1379 году она обменяла свои наследные права с герцогом Анжу Людовиком I на замок Галларг и ежегодный пансион.

## Второй брак и поздние годы
Около 1375 года или в 1376 году Изабелла тайно сочеталась браком с немецким рыцарем Конрадом фон Райхшах цу Юнгнау (ум. до 16 января 1418), бароном Эхингена и Шельклингена, от которого она родила единственного ребёнка — сына Михаэля. Через некоторое время супруги расстались и жили раздельно.
Последние годы жизни Изабелла провела в уединении в монастыре Святой Екатерины в Париже, где скончалась в 1404 году. В других источниках местом её смерти называют замок Галларг на юге французского королевства. Известно, что она также жила в своём замке Омела. Датой смерти Изабеллы, кроме 1404 года, указаны время после 1400 и 1403 года и 1406 год. Она была последней представительницей королевского дома Мальорки.